# ریواناتزانو ترمه
ریواناتزانو ترمه (به ایتالیایی: Rivanazzano Terme) یک کومونه در ایتالیا است که در استان پاویا واقع شده‌است. ریواناتزانو ترمه ۲۹٫۰ کیلومتر مربع مساحت و ۴٬۷۲۵ نفر جمعیت دارد.

## خواهرخوانده
شهر Los Palacios y Villafranca خواهرخواندهٔ ریواناتزانو ترمه هست.